# Montenoy
Ne doit pas être confondu avec Montenois.
Montenoy est une commune française rurale située dans le département de Meurthe-et-Moselle en région Grand Est, au sein de la communauté de communes du Bassin de Pompey. Le village est peuplé d'environ 400 habitants, et comporte une église, une école et une salle polyvalente. Il est entouré principalement de champs consacrés à l'élevage ou à la culture céréalière.

## Géographie
Montenoy est située au nord-est de Nancy, à proximité de la frontière entre Meurthe-et-Moselle et Moselle. La commune jouxte Bratte, Villers-lès-Moivrons, Leyr, Bouxières-aux-Chênes, et Faulx.
| Bratte |                      | Villers-lès-Moivrons |
| Faulx  | Montenoy             | Leyr                 |
|        | Bouxières-aux-Chênes |                      |

### Hydrographie
La commune est dans le bassin versant du Rhin au sein du bassin Rhin-Meuse. Elle est drainée par le ruisseau la Mauchere,.

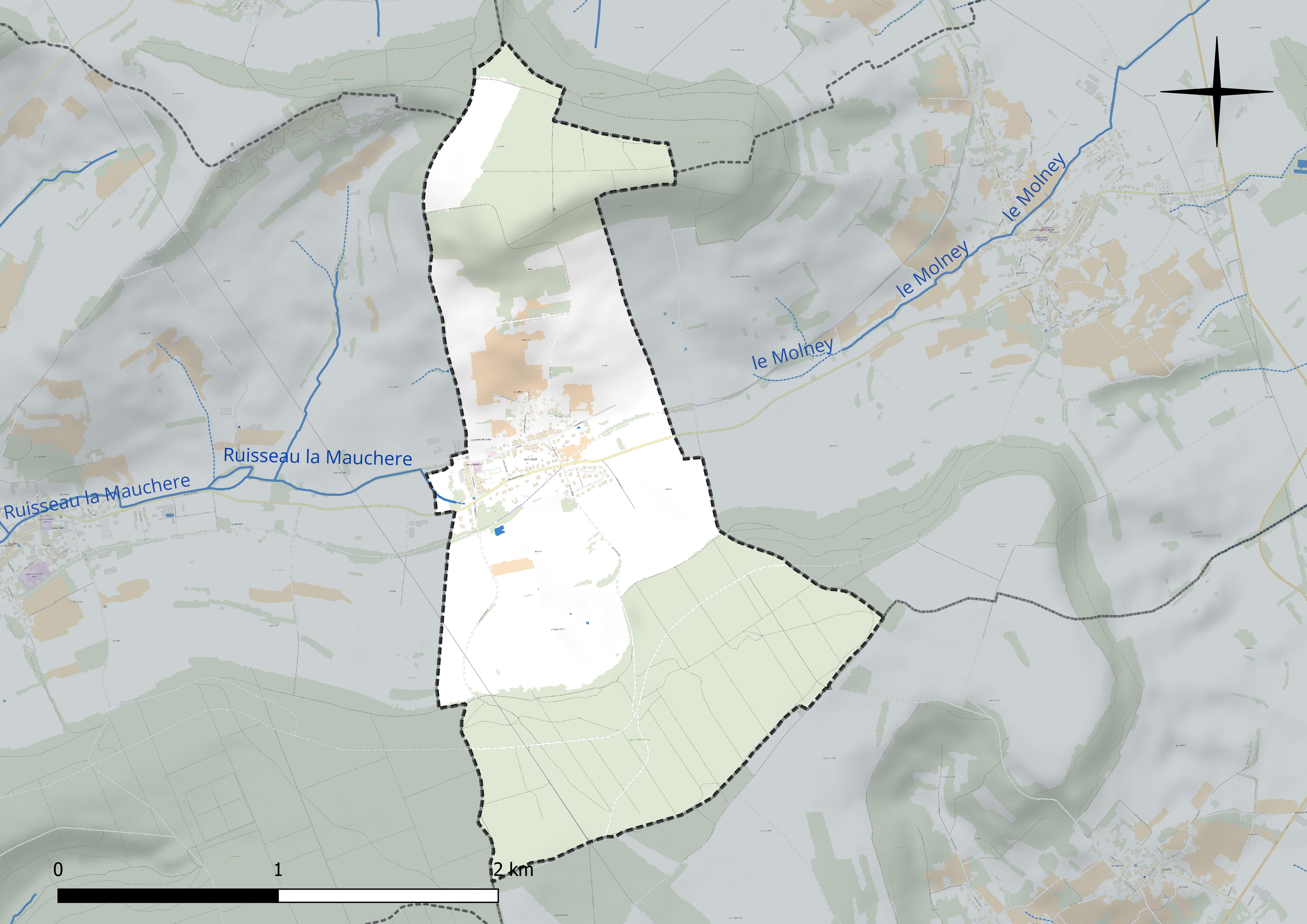
Réseau hydrographique de Montenoy.

### Climat
Pour des articles plus généraux, voir Climat du Grand Est et Climat de Meurthe-et-Moselle.
En 2010, le climat de la commune est de type climat des marges montargnardes, selon une étude du Centre national de la recherche scientifique s'appuyant sur une série de données couvrant la période 1971-2000. En 2020, Météo-France publie une typologie des climats de la France métropolitaine dans laquelle la commune est exposée à un climat semi-continental et est dans la région climatique  Lorraine, plateau de Langres, Morvan, caractérisée par un hiver rude (1,5 °C), des vents modérés et des brouillards fréquents en automne et hiver. 
Pour la période 1971-2000, la température annuelle moyenne est de 9,6 °C, avec une amplitude thermique annuelle de 16,8 °C. Le cumul annuel moyen de précipitations est de 848 mm, avec 12,6 jours de précipitations en janvier et 9,7 jours en juillet. Pour la période 1991-2020, la température moyenne annuelle observée sur la station météorologique de Météo-France la plus proche, « Nancy-Essey », sur la commune de Tomblaine à 12 km à vol d'oiseau, est de 11,0 °C et le cumul annuel moyen de précipitations est de 746,3 mm. 
La température maximale relevée sur cette station est de 40,1 °C, atteinte le 24 juillet 2019 ; la température minimale est de −24,8 °C, atteinte le 21 février 1956,,. 
Les paramètres climatiques de la commune ont été estimés pour le milieu du siècle (2041-2070) selon différents scénarios d'émission de gaz à effet de serre à partir des nouvelles projections climatiques de référence DRIAS-2020. Ils sont consultables sur un site dédié publié par Météo-France en novembre 2022.

## Urbanisme

### Typologie
Au 1er janvier 2024, Montenoy est catégorisée commune rurale à habitat dispersé, selon la nouvelle grille communale de densité à sept niveaux définie par l'Insee en 2022.
Elle est située hors unité urbaine. Par ailleurs la commune fait partie de l'aire d'attraction de Nancy, dont elle est une commune de la couronne,. Cette aire, qui regroupe 353 communes, est catégorisée dans les aires de 200 000 à moins de 700 000 habitants,.

### Occupation des sols
L'occupation des sols de la commune, telle qu'elle ressort de la base de données européenne d’occupation biophysique des sols Corine Land Cover (CLC), est marquée par l'importance des forêts et milieux semi-naturels (51,9 % en 2018), une proportion identique à celle de 1990 (51,9 %). La répartition détaillée en 2018 est la suivante : forêts (51,9 %), prairies (20,5 %), terres arables (19,7 %), zones urbanisées (8 %). L'évolution de l’occupation des sols de la commune et de ses infrastructures peut être observée sur les différentes représentations cartographiques du territoire : la carte de Cassini (XVIIIe siècle), la carte d'état-major (1820-1866) et les cartes ou photos aériennes de l'IGN pour la période actuelle (1950 à aujourd'hui).

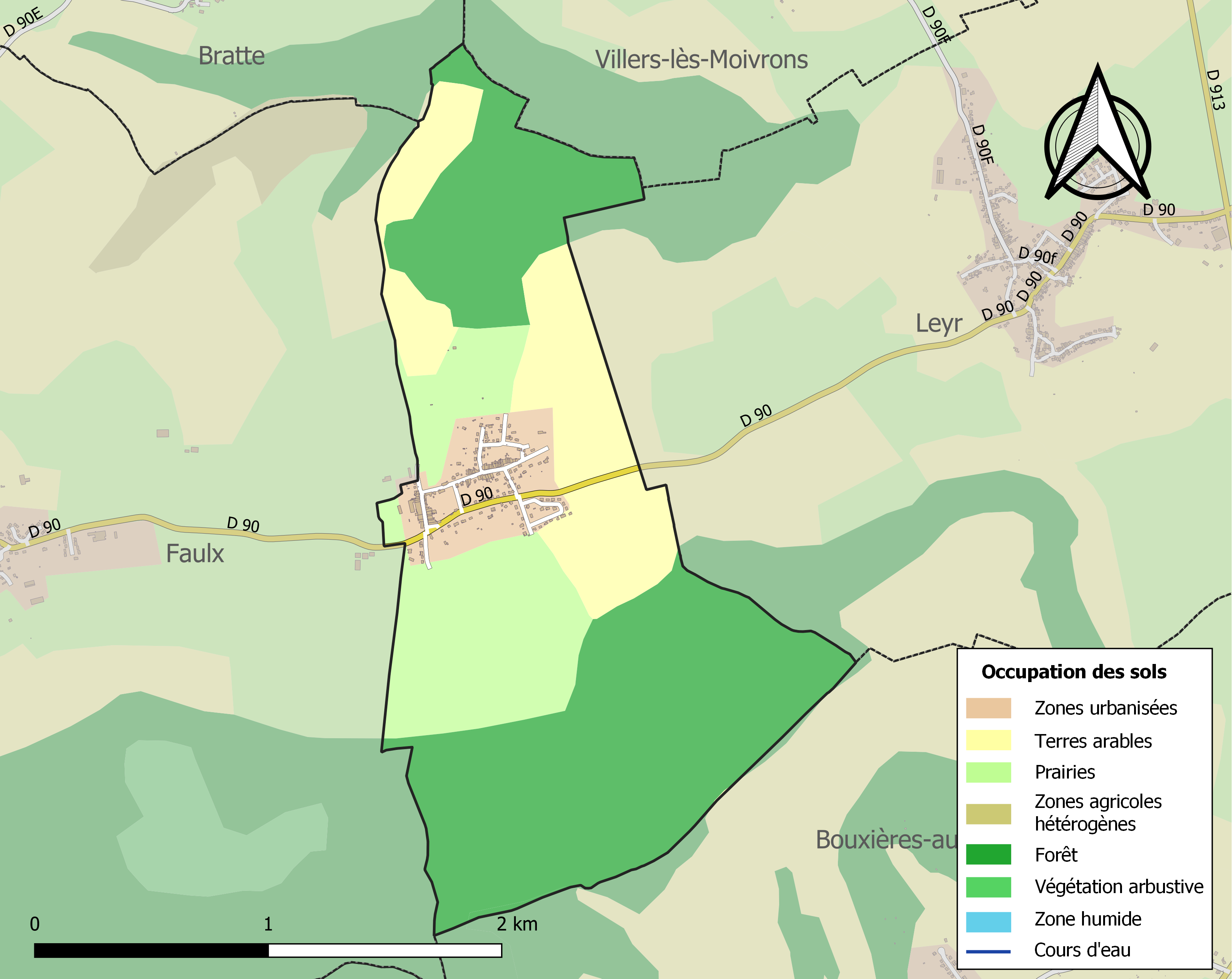
Carte des infrastructures et de l'occupation des sols de la commune en 2018 (CLC).

## Toponymie
Le nom de la localité est attesté sous la forme Monthenoy (1619).

## Politique et administration
| Période                                  | Période                   | Identité                                        | Étiquette | Qualité             |
| ---------------------------------------- | ------------------------- | ----------------------------------------------- | --------- | ------------------- |
| Les données manquantes sont à compléter. |                           |                                                 |           |                     |
| mars 2001                                | mars 2008                 | Pascal Bartosik                                 | PS        |                     |
| mars 2008                                | 2014                      | Marie-Christine Grosclaude                      |           |                     |
| mars 2014                                | En cours (au 26 mai 2020) | Sébastien Point, Réélu pour le mandat 2020-2026 |           | Profession libérale |

## Population et société

### Démographie
L'évolution du nombre d'habitants est connue à travers les recensements de la population effectués dans la commune depuis 1793. Pour les communes de moins de 10 000 habitants, une enquête de recensement portant sur toute la population est réalisée tous les cinq ans, les populations de référence des années intermédiaires étant quant à elles estimées par interpolation ou extrapolation. Pour la commune, le premier recensement exhaustif entrant dans le cadre du nouveau dispositif a été réalisé en 2004.

En 2022, la commune comptait 401 habitants, en évolution de −3,61 % par rapport à 2016 (Meurthe-et-Moselle : −0,13 %, France hors Mayotte : +2,11 %).
| 1793 | 1800 | 1806 | 1821 | 1831 | 1836 | 1841 | 1846 | 1851 |
| ---- | ---- | ---- | ---- | ---- | ---- | ---- | ---- | ---- |
| 181  | 203  | 212  | 207  | 251  | 237  | 246  | 245  | 268  |

| 1856 | 1861 | 1872 | 1876 | 1881 | 1886 | 1891 | 1896 | 1901 |
| ---- | ---- | ---- | ---- | ---- | ---- | ---- | ---- | ---- |
| 265  | 258  | 204  | 204  | 226  | 233  | 217  | 211  | 211  |

| 1906 | 1911 | 1921 | 1926 | 1931 | 1936 | 1946 | 1954 | 1962 |
| ---- | ---- | ---- | ---- | ---- | ---- | ---- | ---- | ---- |
| 204  | 212  | 192  | 172  | 174  | 154  | 148  | 167  | 208  |

| 1968 | 1975 | 1982 | 1990 | 1999 | 2004 | 2006 | 2009 | 2014 |
| ---- | ---- | ---- | ---- | ---- | ---- | ---- | ---- | ---- |
| 240  | 218  | 279  | 283  | 362  | 406  | 402  | 396  | 418  |

| 2019 | 2022 | - | - | - | - | - | - | - |
| ---- | ---- | - | - | - | - | - | - | - |
| 409  | 401  | - | - | - | - | - | - | - |

## Culture locale et patrimoine

### Lieux et monuments
- Église Saint-Epvre 18e.

### Héraldique
| Blason de Montenoy | Blason  | D'azur à une croix recroisetée et au pied fiché d'or. |
| Blason de Montenoy | Détails | Utilisé par la commune. |
| Blason de Montenoy | Alias   | Coupé : au 1er d'or à la bande de gueules chargée de trois alérions d'argent, au 2d parti au I de gueules à un dextrochère de carnation vêtu d'azur, issant d'un nuage d'argent, tenant une épée d'argent garnie d'or, accostée de deux cailloux d'or ; au II d'azur semé de croisettes recroisetées au pied fiché d'or à deux bars adossés de même. Combine les armes de la Lorraine, du chapitre de la cathédrale de Metz et du duché de Bar, qui ont possédé Montenoy. Ancien blason de la commune, adopté en 1967. |